# Alireza Jahanbakhsh
Alireza Jahanbakhsh Jirandeh (en persa: علیرضا جهانبخش جیرنده‎; pronunciación en persa: /æli:ɾezɑ: d͡ʒæhɑ:n'bæxʃ/; Jirandeh, Guilán, 11 de agosto de 1993) es un futbolista iraní que juega como centrocampista en el S. C. Heerenveen de la Eredivisie.

## Selección nacional
Ha sido internacional con la selección de fútbol de Irán en 91 ocasiones y ha convertido 17 goles.

### Participaciones en Copas del Mundo
| Mundial                | Sede   | Resultado      | Partidos | Goles |
| ---------------------- | ------ | -------------- | -------- | ----- |
| Copa Mundial FIFA 2014 | Brasil | Fase de grupos | 3        | 0     |
| Copa Mundial FIFA 2018 | Rusia  | Fase de grupos | 3        | 0     |
| Copa Mundial FIFA 2022 | Catar  | Fase de grupos | 2        | 0     |

### Participaciones en Copas Asiáticas
| Copa                             | Sede      | Resultado        | Partidos | Goles |
| -------------------------------- | --------- | ---------------- | -------- | ----- |
| Campeonato Sub-19 de la AFC 2010 | China     | Fase de grupos   | 2        | 0     |
| Campeonato Sub-19 de la AFC 2012 | EAU       | Cuartos de final | 4        | 2     |
| Copa Asiática 2015               | Australia | Cuartos de final | 3        | 0     |
| Copa Asiática 2019               | EAU       | Semifinales      | 4        | 1     |
| Copa Asiática 2023               | Catar     | Semifinales      | 6        | 1     |

## Clubes
| Club                         | País         | Año       |
| ---------------------------- | ------------ | --------- |
| Damash Teherán               | Irán         | 2010-2011 |
| Damash Guilán                | Irán         | 2011-2013 |
| NEC Nimega                   | Países Bajos | 2013-2015 |
| AZ Alkmaar                   | Países Bajos | 2015-2018 |
| Brighton & Hove Albion F. C. | Inglaterra   | 2018-2021 |
| Feyenoord                    | Países Bajos | 2021-2024 |
| S. C. Heerenveen             | Países Bajos | 2024-     |

## Palmarés

### Títulos nacionales
| Título                   | Club       | País         | Año  |
| ------------------------ | ---------- | ------------ | ---- |
| Eerste Divisie           | NEC Nimega | Países Bajos | 2015 |
| Eredivisie               | Feyenoord  | Países Bajos | 2023 |
| Copa de los Países Bajos | Feyenoord  | Países Bajos | 2024 |

### Títulos internacionales
| Título                      | Selección   | Sede    | Año  |
| --------------------------- | ----------- | ------- | ---- |
| Campeonato sub-19 de la AFF | Irán sub-19 | Vietnam | 2012 |

### Distinciones individuales
| Distinción                                                        | Año  |
| ----------------------------------------------------------------- | ---- |
| Máximo goleador del Campeonato sub-19 de la AFF (ex aequo)        | 2012 |
| Mejor jugador de la primera vuelta de la Eerste Divisie           | 2014 |
| Mejor jugador de la temporada en la Eerste Divisie (Gouden Stier) | 2015 |
| Máximo goleador de la Eredivisie                                  | 2018 |
| Mejor gol de enero en la Premier League                           | 2020 |